# San Jerónimo Ixtepec
San Jerónimo Ixtepec är en ort i Mexiko.   Den ligger i kommunen Ciudad Ixtepec och delstaten Oaxaca, i den sydöstra delen av landet, 500 km sydost om huvudstaden Mexico City. San Jerónimo Ixtepec ligger 65 meter över havet och antalet invånare är 23 150.
Terrängen runt San Jerónimo Ixtepec är platt åt sydväst, men åt nordost är den kuperad. Runt San Jerónimo Ixtepec är det ganska tätbefolkat, med 62 invånare per kvadratkilometer. Närmaste större samhälle är Juchitán de Zaragoza, 18,1 km sydost om San Jerónimo Ixtepec. Omgivningarna runt San Jerónimo Ixtepec är en mosaik av jordbruksmark och naturlig växtlighet.